# Bobsleigh als Jocs Olímpics d'Hivern de 1984
Als Jocs Olímpics d'Hivern de 1984 celebrats a la ciutat de Sarajevo (Iugoslàvia) es disputaren dues proves de bobsleigh, ambdues en categoria masculina.
Les proves es realitzaren entre els dies 10 i 11 de febrer la prova de Bobs a 2 i entre el 17 i 18 de febrer de 1984 a les instal·lacions d'Igman, Malo Polje. Hi participaren un total de 111 corredors de 16 comitès nacionals diferents.

## Resum de medalles
| Prova            | Or                                                                                   | Argent                                                                    | Bronze                                                                                |
| Bobs a 2 detalls | RDA · RDA IIWolfgang Hoppe · Dietmar Schauerhammer                                   | RDA · RDA IBernhard Lehmann · Bogdan Musiol                               | Unió Soviètica · URSS IIZintis Ekmanis · Vladimir Aleksandrov                         |
| Bobs a 4 detalls | RDA · RDA IWolfgang Hoppe · Roland Wetzig · Dietmar Schauerhammer · Andreas Kirchner | RDA · RDA IIBernhard Lehmann · Bogdan Musiol · Ingo Voge · Eberhard Weise | Suïssa · Suïssa IISilvio Giobellina · Heinz Stettler · Urs Salzmann · Rico Freiermuth |

## Medaller
| Posició | País           | Or | Argent | Bronze | Total |
| 1       | RDA            | 2  | 2      | 0      | 4     |
| 2       | Unió Soviètica | 0  | 0      | 1      | 1     |
| 3       | Suïssa         | 0  | 0      | 1      | 1     |